# Xorides californicus
Xorides californicus är en stekelart som först beskrevs av Cresson 1879.  Xorides californicus ingår i släktet Xorides och familjen brokparasitsteklar. Inga underarter finns listade i Catalogue of Life.